# 1560 en musique classique
| \| • Retour à la chronologie générale de la musique classique • \| |
| Grèce • Rome • Haut Moyen Âge • VIIIe siècle • IXe siècle • Xe siècle • XIe siècle XIIe siècle • XIIIe siècle • XIVe siècle • XVe siècle • XVIe siècle • XVIIe siècle XVIIIe siècle • XIXe siècle • XXe siècle • XXIe siècle |
| • Retour à la chronologie générale de la musique classique • |

| Années en musique classique : 1557 - 1558 - 1559 - 1560 - 1561 - 1562 - 1563    |
| Décennies en musique classique : 1530 - 1540 - 1550 - 1560 - 1570 - 1580 - 1590 |

## Œuvres
- Le Livre septième des chansons à quatre parties, publié à Louvain par Phalèse, sera réimprimé plus de trente fois au cours des cent prochaines années.

## Naissances

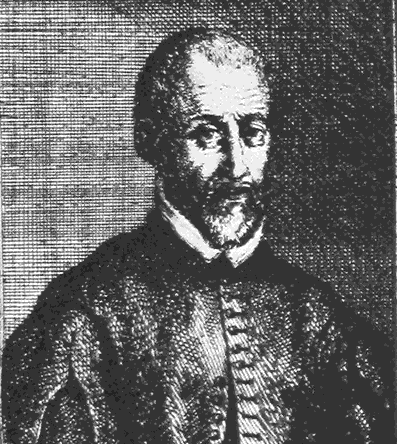
Felice Anerio

- 29 janvier : Scipione Dentice, compositeur et claviériste († 21 avril 1633).
- 2 mai : Lodovico Grossi da Viadana, compositeur italien († 1627).
- 10 août : Hieronymus Praetorius, compositeur allemand († 27 janvier 1629).

Date indéterminée
- Felice Anerio, compositeur italien († 26 ou 27 septembre 1614).
- William Brade, compositeur, violoniste et joueur de viole anglo-allemand († 26 février 1630).
- Giles Farnaby, compositeur anglais († 25 novembre 1640).
- Giovanni Bernardino Nanino, compositeur italien, professeur et maître de chant († 1623).
- Francis Pilkington, musicien, luthiste, et chanteur anglais († 1638).

Vers 1560 :
- Leone Leoni, compositeur italien († 24 juin 1627).
- Gregorio Turini, chanteur, joueur de cornet et compositeur italien († vers 1600).

Vers 1560-1561 :
- Peter Philips, compositeur, claviériste, virginaliste et organiste anglo-flamand († 1628).

## Décès
- Waclaw de Szamotuly, compositeur polonais (° 1520).

Vers 1560 :
- Gaspard de Albertis de Padua, compositeur italien  (° vers 1485).